# 仙女座14b
仙女座14b是一颗位于仙女座星群、距离地球249光年的系外行星。其轨道周期为186个地球日，与母星仙女座14的距离约为0.83天文单位。该行星的质量下限为木星的4.8倍，半径估计为木星的0.994倍，故属于类木行星。仙女座14b的轨道离心率很低，大约只有0.0094，据此估计，在其演化过程中轨道与母星距离的变化幅度只有0.02天文单位。按薩達斯基太陽系外行星分類法，该行星属于星体表面较清澈的类木行星，其表面温度估计达到了779K。
2008年7月3日，佐藤文衛等人利用多普勒光谱法观测到仙女座14受到了引力扰动，从而确定了该行星的存在。